# Яршевичский сельсовет
Яршевичский сельсовет (белор. Яршэвіцкі сельсавет) — упразднённая административная единица на территории Воложинского района Минской области Республики Беларусь. Граничил с  Залесским, Дорским, Раковским и Пряльнинским сельсоветами Воложинского района, а также с Молодечненским районом Минской области.

## История
Яршевичский сельский Совет образован 12 октября 1940 года в составе Радошковичского района Вилейской области.
28 июня 2013 года Яршевичский сельсовет упразднён.
Часть населённых пунктов включена в состав Дорского сельсовета (Анулино, Бакшты, Вербовцы, Глеи, Дворец, Довгули, Есьмановцы, Кудевцы, Можулево, Новоселки Есьмановские, Сазоновщина, Сороки, Ядейки), часть населённых пунктов включена в состав Першайского сельсовета (Адамовцы', Великое Поле, Дружичи, Заречье, Киевец, Кисели, Крапивники, Лапинцы, Лютино, Маньковщина, Новоселки, Петровичи, Сульжичи, Суши, Тишковщина, Хоружи, Яршевичи), деревня Новины включена в состав Раковского сельсовета.

## Демография
На территории совета по состоянию на 1 января 2012 года проживало 938 человек, из них: моложе трудоспособного возраста — 112, трудоспособного — 430, старше трудоспособного возраста — 396.

## Состав
Яршевичский сельсовет включал 31 населённый пункт:
- Адамовцы — деревня.
- Анулино — деревня.
- Бакшты — деревня.
- Великое Поле — деревня.
- Вербовцы — деревня.
- Глеи — деревня.
- Дворец — деревня.
- Довгули — деревня.
- Дружичи — деревня.
- Есьмановцы — деревня.
- Заречье — деревня.
- Киевец — деревня.
- Кисели — деревня.
- Крапивники — деревня.
- Кудевцы — деревня.
- Лапинцы — деревня.
- Лютино — деревня.
- Маньковщина — деревня.
- Можулево — деревня.
- Новины — деревня.
- Новоселки — деревня.
- Новоселки Есьмановские — деревня.
- Петровичи — деревня.
- Сазоновщина — деревня.
- Сороки — деревня.
- Сульжичи — деревня.
- Суши — деревня.
- Тишковщина — деревня.
- Хоружи — деревня.
- Ядейки — деревня.
- Яршевичи — деревня.

Упразднённые / исключённые населённые пункты:
- Жоховщина — деревня.

## Производственная сфера
- ОАО «Маньковщина»
- Дворецкий участок ОАО «АгроДоры»
- ИП Бирич (изготовление заборов)
- Филиал ООО «Райдрес» (изготовление красок)

## Социально-культурная сфера
- Здравоохранение: 2 фельдшерско-акушерских пункта в деревнях Дворец и Маньковщина
- Образование: Учебно-педагогический комплекс «Детский сад-средняя общеобразовательная школа»
- Культура: библиотека в д. Маньковщина